# Distretto regionale di East Kootenay
Il distretto regionale di East Kootenay (RDEK) è un distretto regionale della Columbia Britannica, Canada di 55.485 abitanti, che ha come capoluogo Cranbrook.

## Comunità
- Città e comuni
  - Cranbrook
  - Elkford
  - Fernie
  - Invermere
  - Kimberley
  - Radium Hot Springs
  - Sparwood
- Villaggi e aree esterne ai comuni
  - East Kootenay A
  - East Kootenay B
  - East Kootenay C
  - East Kootenay D
  - East Kootenay E
  - East Kootenay F